# Insediamento (Croazia)
Un insediamento (in croato naselje; pl. naselja), nella geografia amministrativa croata, è una delle entità nelle quali è suddiviso il territorio della Croazia conformemente all'Istituto Croato di Statistica (Državni zavod za statistiku); è comparabile alla frazione comunale italiana e forma unità demografiche simili alle località abitate italiane. 
Gli insediamenti croati non sono enti territoriali locali e non hanno la personalità giuridica.

## Caratteristiche
Nel 2008 si contavano 6.749 insediamenti in Croazia. La Costituzione della Croazia permette all'insediamento o a una parte di esso la formazione di un governo locale.
Questa forma di governo locale è in genere utilizzata per suddividere gli insediamenti all'interno delle città; una città di solito comprende un grande insediamento omonimo che a sua volta si compone di più unità di decentramento cittadino/comunale (simili alle circoscrizioni comunali italiane, ma avendo personalità giuridica) denominate gradski kotar ("quartiere"/"circoscrizione cittadina") o gradska četvrt ("quartiere"/"distretto cittadino"), oppure mjesni odbor ("comitato locale").
Più insediamenti uniti formano un comune o una città, che a sua volta fa parte di una regione.
In occasione di ogni censimento, di norma con cadenza decennale, l'Istituto Croato di Statistica (DSZ) pubblica i dati relativi alla popolazione residente per ciascun naselje (insediamento) di Croazia.